# Incidente de Đorđe Martinović
Đorđe Martinović (también escrito Djordje Martinović; 1929 – 6 de septiembre de 2000) fue un agricultor serbio de Kosovo que estuvo en el centro de un incidente notorio en mayo de 1985, cuando fue tratado por lesiones causadas por la inserción de una botella de cerveza en su ano. El asunto Martinović, como se le conoció, se convirtió en una causa célebre en la política serbia. Aunque los hechos del incidente siguieron siendo objeto de controversia durante años, el incidente desempeñó un papel importante en el empeoramiento de las tensiones étnicas entre la población serbia y albanesa de Kosovo.

## El incidente
El 1 de mayo de 1985, Đorđe Martinović, un residente de 56 años de la ciudad kosovar de Gjilan, llegó al hospital local con una botella rota clavada en el recto. Afirmó que había sido atacado por dos hombres de habla albanesa mientras trabajaba en su campo. Después de ser interrogado por un coronel del Ejército Popular Yugoslavo, Martinović habría admitido que sus heridas se habían auto infligido en un intento fallido de masturbarse. Los investigadores públicos informaron que "el fiscal hizo una conclusión por escrito de la que parece que el herido realizó un acto de 'satisfacción personal' en su campo, que puso una botella de cerveza en un palo de madera y la clavó en el suelo. Después de eso, se sentó en la botella y disfrutó. Posteriormente, los líderes comunitarios de Gjilan emitieron una declaración en la que describían sus lesiones como las "consecuencias accidentales de una práctica sexual autoinducida"."
Fue trasladado a Belgrado para futuras investigaciones en la prestigiosa Academia Médica Militar, pero un equipo médico informó de que sus lesiones no eran compatibles con un daño auto infligido. El equipo, que incluía a dos médicos de Belgrado y uno de Ljubljana, Zagreb y Skopje (representando así a cuatro de las seis repúblicas de Yugoslavia), concluyó que las lesiones habían sido causadas "por una inserción o atasco fuerte, brutal y repentina de una botella de 500 ml, o más bien, su extremo más ancho, en el recto" y que era probablemente físicamente imposible que Martinović se hubiera hecho esto a sí mismo. El equipo argumentó que la inserción "solo podría haber sido realizada por al menos dos o más personas."
Una segunda opinión fue captada y proporcionada un mes más tarde por una comisión dirigida por el profesor Dr. Janis Milčinski. El equipo de Milčinski concluyó que Martinović podría haber insertado la botella colocándola en un palo, que había empujado contra la tierra, pero se había resbalado durante la masturbación y se rompió la botella en el recto bajo la fuerza del peso de su cuerpo. La policía secreta yugoslava y los servicios de inteligencia militar habrían llegado a la conclusión de que las heridas de Martinović habían sido, en efecto, muy probablemente auto infligidas.

## Reacciones
El caso fue recibido con una avalancha de declaraciones nacionalistas y anti-albanesas en la prensa serbia. Esto fue, en sí mismo, un avance significativo. El gobierno yugoslavo había hecho del nacionalismo abierto un tema tabú durante muchos años, y los medios de comunicación yugoslavos habían minimizado sistemáticamente el etnonacionalismo. El colapso de este tabú en la cobertura del caso Martinović anunció el crecimiento del nacionalismo que llevaría al colapso del país en 1991.
El periódico serbio Politika afirmó que las personas que presuntamente habían atacado a Martinović eran miembros de una familia albanesa local que quería comprar tierras que Martinović se negaba a vender. La reivindicación tuvo una resonancia considerable en la política serbia; se consideró que el éxodo constante de serbios de Kosovo era el resultado de la persecución deliberada de serbios por parte de albaneses que trataban de expulsarlos de sus tierras y apoderarse de sus propiedades.

Se hicieron muchas analogías con los turcos otomanos, que habían gobernado Serbia hasta 1833 (y Kosovo hasta 1912). El incidente fue ampliamente comparado con el uso otomano del empalamiento como medio de tortura y ejecución. Este vínculo se hizo explícitamente en la poesía conmemorativa del incidente, que invocaba temas "otomanos"; por ejemplo:
Con una botella rota

En una estaca

Como si a través de

cordero

pero vivo,

pasaron por Đorđe Martinović

Como si con sus primeros y pesados pasos en su campo futuro, pisaran ...

Al salir del opio y el dolor

Đordje Martinović se acercó

Como de un largo pasado

Diario de Turquía

Se despertó en una estaca.
Estas comparaciones tuvieron un impacto añadido por la naturaleza legendaria del empalamiento como uno de los castigos más temidos infligidos por los otomanos, y el papel que el empalamiento como metáfora de la opresión otomana jugó en la cultura serbia. Stjepan Gabriel Meštrović comenta que:

Partes enteras de las tradiciones míticas, culturales y nacionales [serbias] y de la estética popular (baladas nacionales) involucran el motivo de "empalamiento en una estaca". En consecuencia, el "empalamiento con una botella de cerveza" se convirtió en una metáfora de cinco siglos de actos turcos reales, pero también míticos, de empalamiento, todos los cuales fueron un elemento demoníaco clave en las tradiciones nacionales y la mitología con respecto a los horrores de la opresión turca. Por lo tanto, el asunto Martinović presentó una oportunidad ideal para transformar a los "turcos" albaneses de la información en la conciencia grupal de las masas serbias.

Otros compararon el incidente con otros episodios históricos de persecución de Hierbas y cristianos, elevando a Martinović a "un arquetipo de sufrimiento serbio y albanés (musulmán, otomano...) más". El escritor Bran Crnčević declaró que la experiencia de Martinović era "Jasenovac para un solo hombre" (refiriéndose al campo de concentración de Jasenovac, donde decenas de miles de serbios fueron masacrados durante la Segunda Guerra Mundial). El pintor Mića Popović creó una enorme pintura, basada en el "martirio de San Felipe" de José de Ribera, que representa a albaneses con calaveras alzando a Martinović en una cruz de madera. Uno de los albaneses está representado sosteniendo una botella de vidrio en su mano.
Una petición firmada por intelectuales serbios afirmó que "el caso de Đorđe Martinović se ha convertido en el de toda la nación serbia en Kosovo". Tres años más tarde, un grupo de mujeres serbias marchó hacia el parlamento serbio para presionar por la eliminación de la autonomía de Kosovo, declarando que "no podemos quedarnos quietos... Nuestros hermanos están empalados en una estaca afilada."
La causa de Martinović fue adoptada por la Asociación de Escritores de Serbia, que encontró su asamblea de 1985 (celebrada el 16 de junio) dominada por la discusión del asunto Martinović. El crítico literario Zoran Gluščević comparó la situación a la que se enfrenta la minoría serbia en Kosovo con "las experiencias fascistas más aterradoras de la Segunda Guerra Mundial". Recordando el asunto Dreyfus de principios de siglo en Francia y el papel desempeñado por escritores como Émile Zola en ese caso, Gluščević pidió a la asociación que actuara en defensa de Martinović. Su moción fue aprobada por abrumadora mayoría y la asociación adoptó una carta abierta que exigía que el parlamento serbio estableciera un comité para investigar el caso Martinović. El escritor serbio Dobrica Ćosić estableció (como él lo dijo) una "cooperación intensiva" con grupos serbios en Kosovo y ayudó a Martinović a contratar a un abogado y presentar cargos contra funcionarios que, según se afirmó, habían obligado a Martinović a firmar una confesión falsa. También escribió en nombre de Martinović al Presidente de Serbia, Ivan Stambolić, y al Ministerio Federal de Defensa.
El caso Martinović fue llevado a cabo por algunos ideólogos, intelectuales y políticos nacionalistas serbios para simbolizar una supuesta inclinación musulmana por la sodomía. Un influyente psiquiatra y activista nacionalista serbio de Krajina, Jovan Rašković, argumentó que "Los musulmanes están obsesionados en la fase anal de su desarrollo psicosocial y, por lo tanto, se caracterizan por una agresividad general y una obsesión por la precisión y la limpieza." Fue visto por muchos serbios como un excelente ejemplo de cómo los albaneses (en su opinión) maltrataban a los serbios mientras el gobierno de Kosovo dirigido por albaneses "miraba para otro lado".
Por su parte, muchos albaneses de Kosovo opinaron que (como lo indica la confesión temprana de Martinović) se había infligido accidentalmente la herida y trató de encubrirla culpando a los albaneses, permitiendo a los nacionalistas serbios explotarla para provocar sentimientos anti-albaneses. Otros reconocieron que las pruebas no eran claras, pero se opusieron a la forma en que se había utilizado el caso para simbolizar la relación serbio-albanesa.
La opinión predominante en Eslovenia y Croacia era que el nacionalismo serbio era precavido y que el caso Martinović era simplemente un pretexto para forzar un cambio en la Constitución Yugoslava para dar a Serbia el control total sobre sus dos provincias autónomas.